# 사이먼 게런스

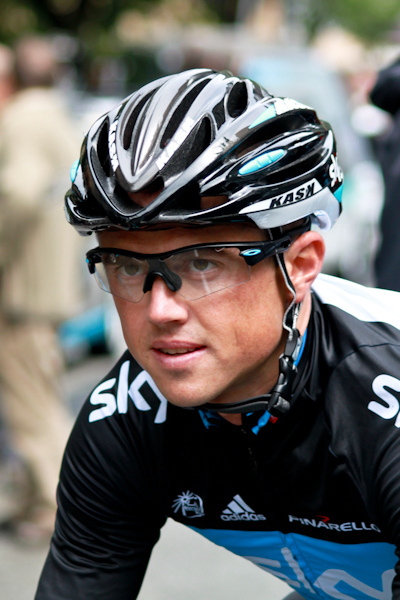
사이먼 게런스

사이먼 게런스(Simon Gerrans, 1980년 5월 16일 ~ )는 오스트레일리아의 자전거 선수이다.